# Canto di Natale (film)
Canto di Natale (A Christmas Carol) è un film per la televisione del 1999 diretto da David Hugh Jones.
Si tratta di una versione televisiva statunitense del romanzo Canto di Natale di Charles Dickens, prodotta dalla rete televisiva Turner Network Television. Protagonista è l'attore inglese Patrick Stewart nel ruolo di Ebenezer Scrooge.

## Trama
L'avido protagonista Ebenezer Scrooge si trova a ritornare al Natale passato in cui è amato, al presente che sta vivendo e al futuro dove si ritrova solo, triste e odiato da tutti.
Tre fantasmi lo accompagneranno nel viaggio. In particolare il fantasma del Natale presente e quello del Natale futuro gli faranno cambiare atteggiamento, inducendolo ad essere più buono e generoso.

## Produzione
Il film fu prodotto negli Stati Uniti da Turner Network Television e Hallmark Entertainment.

## Distribuzione
Il film fu trasmesso negli Stati Uniti dalla rete televisiva Turner Network Television, il 5 dicembre 1999.